# Alexandre Olliero
Alexandre Olliero (sinh ngày 15 tháng 2 năm 1996) là một cầu thủ bóng đá chuyên nghiệp người Pháp hiện đang chơi ở vị trí thủ môn cho câu lạc bộ Pau FC.